# 中内力
中内 力（なかうち つとむ、1912年〈明治45年〉7月20日 - 2001年〈平成13年〉11月22日、満89歳没）は、日本の政治家。高知県知事を務めた。

## 略歴
高知県吾川郡明治村（現・高岡郡越知町）出身（なお、出生地は現在の吾川郡いの町）である）。明治村立鎌井田尋常小学校、明治村立片岡尋常高等小学校を経て旧制・高知県立高知城東中学校（現高知県立高知追手前高等学校）卒業。その後、大阪で就職したことがある。帰高後、高知県の外郭団体たる高知県体育協会の職員になり、その後高知県職員となる。民生部長、厚生労働部長、高知県教育長、副知事を歴任（なお、生え抜き初の副知事である）。とりわけ、いわゆる勤評闘争時には高知県教育長として組合側と対峙し、県教育界正常化のために奔走する。1969年に副知事退任後、1975年の高知県知事選挙で自民党公認候補として立候補、初当選を果たす。高知県庁生え抜きでは初の知事となる。以後、4期16年（1975年12月7日 - 1991年12月6日）にわたり県知事をつとめる。明治生まれの最後の高知県知事でもあった。2001年（平成13年）11月22日死去。89歳没。

## その他
県政浮揚のために尽力した。種々の企業誘致、高知自動車道の開通、高知空港拡張はその代表例であろう。政治的には革新系の強い高知県にあって、貴重な保守系政治家である。中央政界との関係では、中曽根康弘元内閣総理大臣、渡辺美智雄元副総理と懇意であり、県政浮揚のためにそれらの人脈をフルに活用した。
その他にも、観光客誘致と地元の活性化のために「国民休暇県・高知」構想を打ち上げ（橋本県政になってからは「あったか高知」に変更される）、ヤイロチョウをシンボルマークとした看板が県下に多く張られた。このようにいわゆる「やり手」である一方、その気さくな人柄は｢リキさん」の愛称で親しまれた。

## 逸話
自分の後継者である川崎昭典は1991年（平成3年）の高知県知事選で橋本大二郎にトリプルスコアの大敗を喫する。通常、知事選挙で政権が大きく変わると副知事・出納長も同時に退職するのが慣例である。しかし中内は、「橋本さんもおまんらあ（あなたたち）に残ってほしいといいよるそうじゃいか（いっているそうではないか）。俺に遠慮はいらん。橋本知事を支えていくのがおまんらあの仕事じゃ。」という言葉で、副知事や出納長らを強く慰留した。

## 著書
- 『県庁わが人生』高知新聞社、1995年

| 公職          | 公職                                    | 公職            |
| ------------- | --------------------------------------- | --------------- |
| 先代 溝渕増巳 | 高知県知事 公選第9-12代:1975年 - 1991年 | 次代 橋本大二郎 |